# Guitar Solos
Guitar Solos is een album uit 1974 van de Britse multi-instrumentalist en componist Fred Frith. Het was zijn eerste solo-plaat, in een tijd dat hij nog lid was van de avant-garde-rockgroep Henry Cow. Frith speelt op de plaat op geprepareerde gitaren acht geïmproviseerde stukken. De plaat werd na verschijning door critici een landmark-album genoemd, vanwege de vernieuwende en experimentele benadering van gitaarspelen.
In 1974 benaderde het platenlabel van Henry Cow hem om een plaat te maken en deed hem de suggestie een plaat met gitaarsolo's op te nemen. Frith stemde in en nam in Kaleidophon Studios in London in vier dagen het album op, zonder overdubbing. De platenmaatschappij bracht de plaat uit op haar budgetlabel Caroline Records. In 1976 en 1979 kwamen op het label ook Guitar Solos 2 en Guitar Solos 3 uit. Op deze albums staan naast solos van Frith ook solos van andere gitaristen, waaronder Derek Bailey (Guitar Solos 2), Henry Kaiser en Eugene Chadbourne (beiden op Guitar Solos 3).
In 1991 bracht East Side Digital Guitar Solos op CD uit, aangevuld met de solos van Frith van Guitar Solos 2 en 3 en enkele nog niet verschenen tracks. In 2002 gaf het label van Frith, Fred Records, de plaat digitally remastered uit, zonder extra tracks.

## Tracklist
Alle tracks zijn van de hand van Frith:
1. 'Hello Music'
2. 'Glass c/w Steel'
3. 'Ghosts'
4. 'Out of Their Heads'
5. 'Not Forgotten'
6. 'Hollow Music'
7. 'Heat c/w Moment'
8. 'No Birds'